# Бретя-Ромине
Бретя-Ромине (рум. Bretea Română) — село у повіті Хунедоара в Румунії. Адміністративний центр комуни Бретя-Ромине.
Село розташоване на відстані 277 км на північний захід від Бухареста, 25 км на південь від Деви, 132 км на південь від Клуж-Напоки, 139 км на схід від Тімішоари.

## Населення
За даними перепису населення 2002 року у селі проживали 267 осіб, з них 264 особи (98,9%) румунів. Рідною мовою 265 осіб (99,3%) назвали румунську.